# Guantes de boxeo

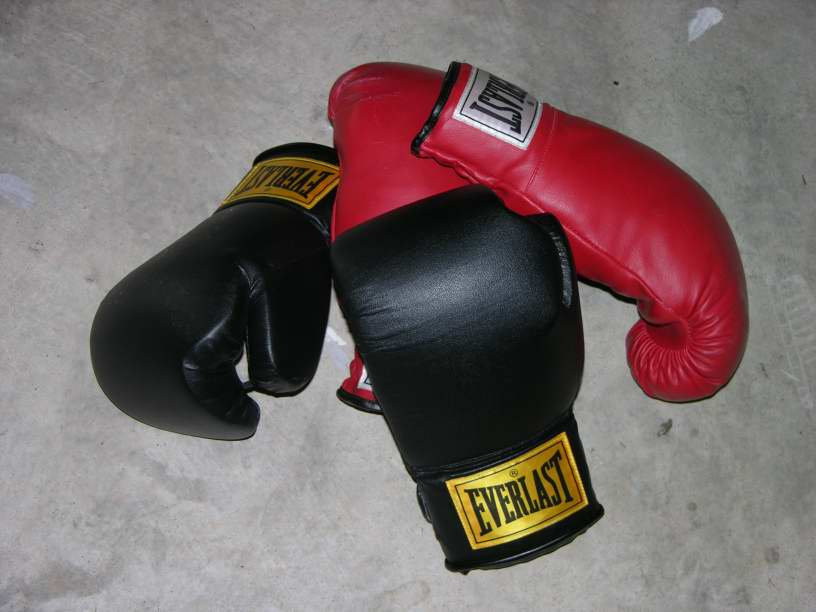
Guantes de boxeo.

Los guantes de boxeo son los guantes acolchonados reglamentarios que los combatientes usan con el fin de suavizar el impacto de los golpes durante los combates de boxeo o kickboxing. Se utilizan a menudo con la ayuda de otro tipo de protección más en la defensiva (shell, protectores bucales, el pecho, etc.) según el deporte.
El uso de los guantes de boxeo modernos da como resultado menos heridas faciales pero mayor daño al cerebro de los púgiles, mientras que también se ha comprobado que reducen en un 70% la fuerza de los puñetazos lanzados por el luchador.

## Historia

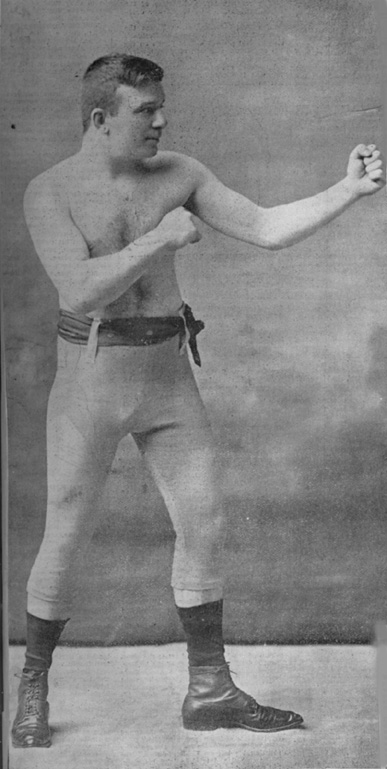
Boxeador australiano sin guantes, hacia 1890.

El uso de protección de las manos en la lucha deportiva data al menos de la Antigua Grecia. En el siglo segundo, (San) Clemente de Alejandría reconoció al mitológico Amycus, hijo de Poseidón y rey de los bébricos en Anatolia, como el inventor de los guantes de boxeo. Sin embargo, los guantes y el deporte en sí mismo eran muy distintos al boxeo moderno. En la Antigua Grecia, se acostumbraba a ligar tiras de cuero alrededor de las manos para su protección. En la era romana, no obstante, éste se convirtió en el caestus que usaban los gladiadores, con el metal añadido a los guantes para infligir más daño. El empleo del caestus se prohibió en el año 50 A.C., y "el boxeo fue asimismo prohibido durante el mandato de Arcadio en el 393 dC".
El boxeo resurgió en Inglaterra en el siglo XVII. Muchos combates se hacían con los nudillos descubiertos y sin reglas establecidas (hasta las Reglas del Ring por Premio de Londres), si bien a veces se utilizaban los guantes. Los guantes fueron establecidos con el reglamento del Marqués de Queensbury, publicado en 1867. A partir de entonces, la popularidad de los combates con los puños descubiertos se fue perdiendo, y actualmente son dudosamente legales en algunos países.
El guante moderno probablemente debe su origen a Jack Broughton, quien creó una forma parecida a la de los guantes de boxeo actuales (conocidos en inglés como mufflers) en el siglo XIX.

## Características
Los guantes de boxeo suelen venir con cordones o velcro . En los guantes con velcro, el velcro actúa como una segunda venda que agrega más estabilidad a la muñeca.  Los guantes con cordones brindan un ajuste más cómodo y seguro, pero a diferencia de los guantes con velcro, requieren la ayuda de otra persona para atar y generalmente se envuelven con cinta adhesiva antes del partido.  Los guantes con cordones se pueden convertir en guantes con velcro utilizando un convertidor de gancho y bucle. 
Tres tipos de acolchado que se utilizan habitualmente en los guantes de boxeo son el acolchado de crin , el acolchado de espuma o una combinación de ambos.  Los guantes acolchados de espuma utilizan espuma de látex y PVC con amortiguador. Los guantes de crin duran más que los guantes acolchados de espuma y son respetuosos con el medio ambiente, pero protegen menos. 
En los combates de boxeo amateur, el color de los guantes se limita al rojo o al azul, a menudo con un "área de puntuación" blanca en los nudillos para ayudar a los jueces a ver y registrar los puntos de un golpe adecuado. 
Los guantes de boxeo se usan sobre vendas para las manos , que ayudan a estabilizar el área del puño contra lesiones como la fractura del quinto metacarpiano del boxeador del mismo nombre .  La venda para manos suele estar hecha de algodón y está disponible en 120 pulgadas (3000 mm) o 170 pulgadas (4300 mm).

## Tipos de guantes

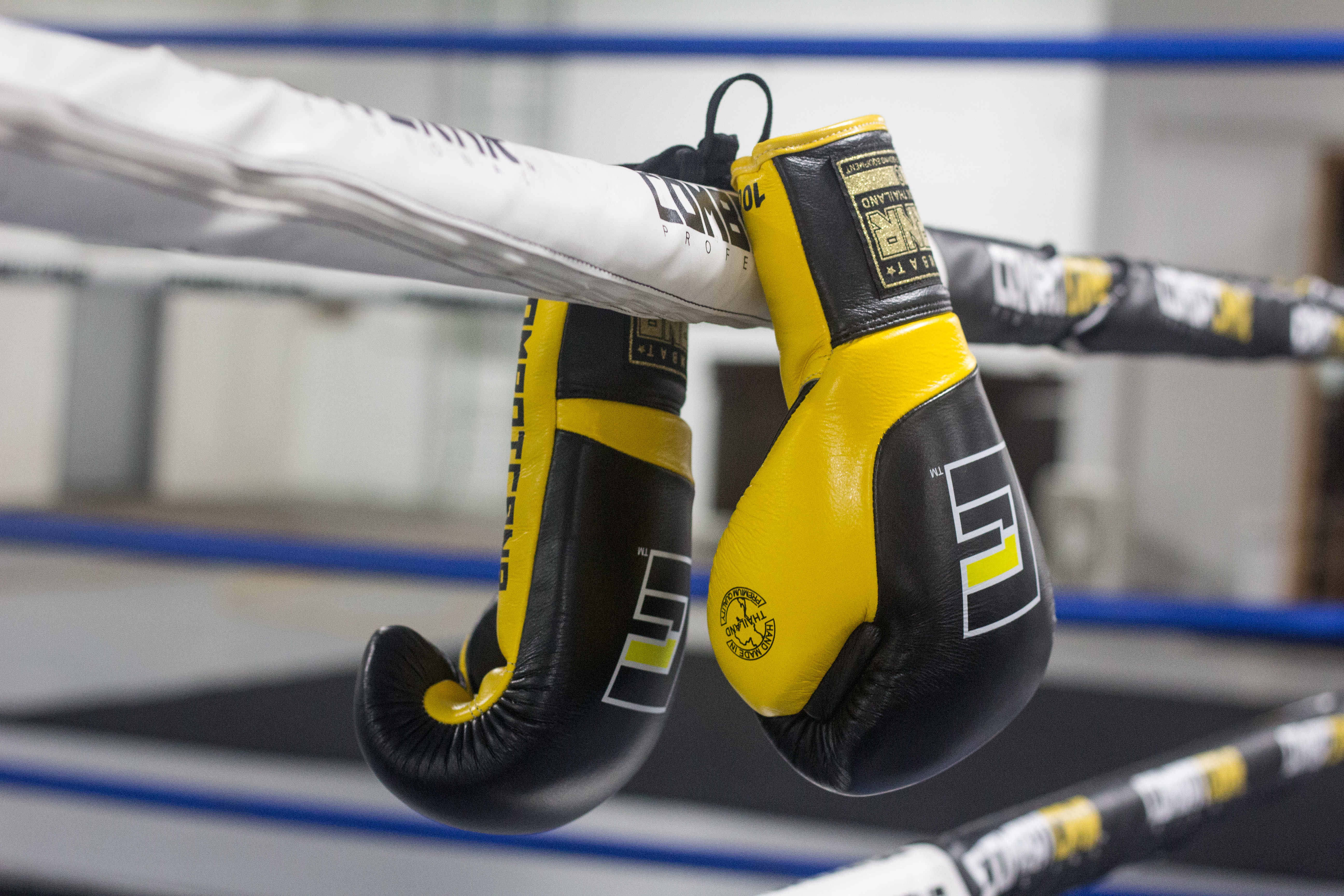
Guantes con cordones utilizados por profesionales en entrenamiento y competición.

Los guantes de boxeo presentan diferentes estilos y pesos, y generalmente se usan acompañados de una venda protectora que envuelve las manos, la cual ayuda a proteger los puños de posibles fracturas óseas y de otras heridas. 

### Guantes de velocidad
son de vinilo suave o manopla de cuero, especialmente diseñados para proteger las manos del atleta contra raspones y contusiones cuando el puño impacta contra el saco de entrenamiento, como por ejemplo con el saco de velocidad (inglés, speed bag). 

### Guantes de saco

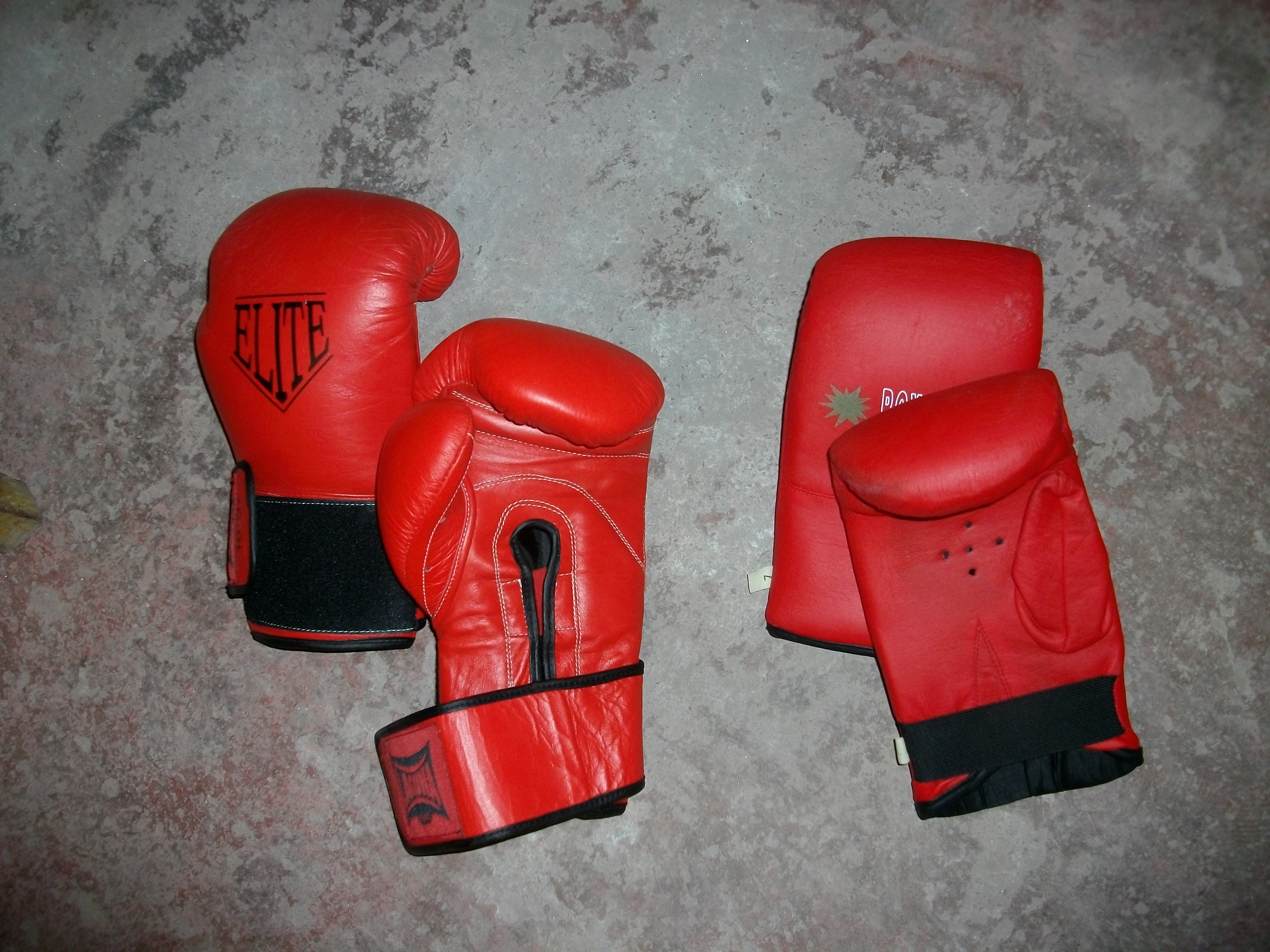
Guantes de saco.

se rellenan para proteger al deportista del duro impacto contra otros sacos de boxeo; éstos son los guantes más recomendados por los entrenadores, en especial para aquellos que no hacen sparring.

### Guantes de sparring

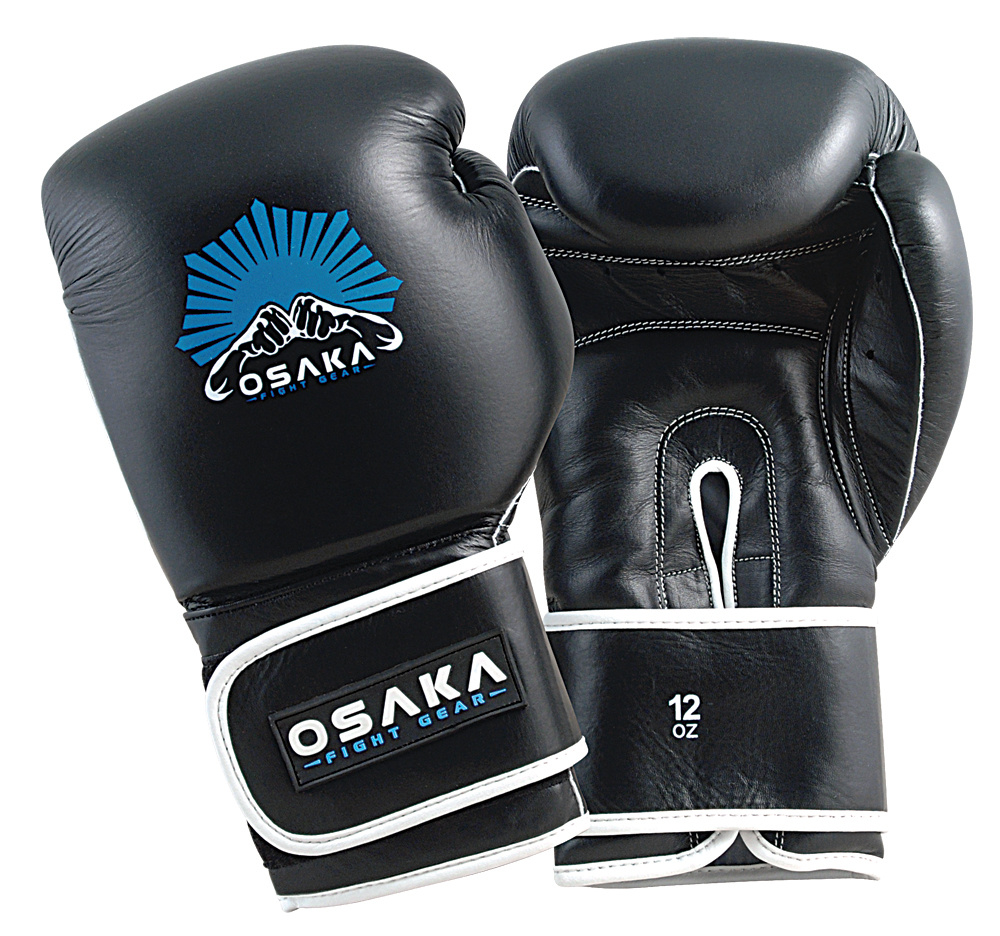
Guantes de sparring.

pueden ser de 14 a 20 onzas, Por lo general, se seleccionan guantes de 2 a 4 oz más pesados que los guantes de competición para entrenar, para evitar lesiones innecesarias. Sin embargo, en algunos casos únicos de poder de golpe excepcionalmente fuerte, se podrían utilizar guantes de alrededor de 20 oz. Sonny Liston tenía guantes Everlast hechos a medida de 22 onzas , aunque apenas salvaron a sus compañeros de entrenamiento de ser noqueados a diario. Mike Tyson , aunque era aficionado, tenía guantes de sparring de 18 onzas, que apenas protegían a sus compañeros de sparring de sus fuertes golpes.
los guantes de entrenamiento generalmente emplean velcro en vez de cintas para que los atletas puedan ponérselos y quitárselos con más facilidad.

### Guantes de competición

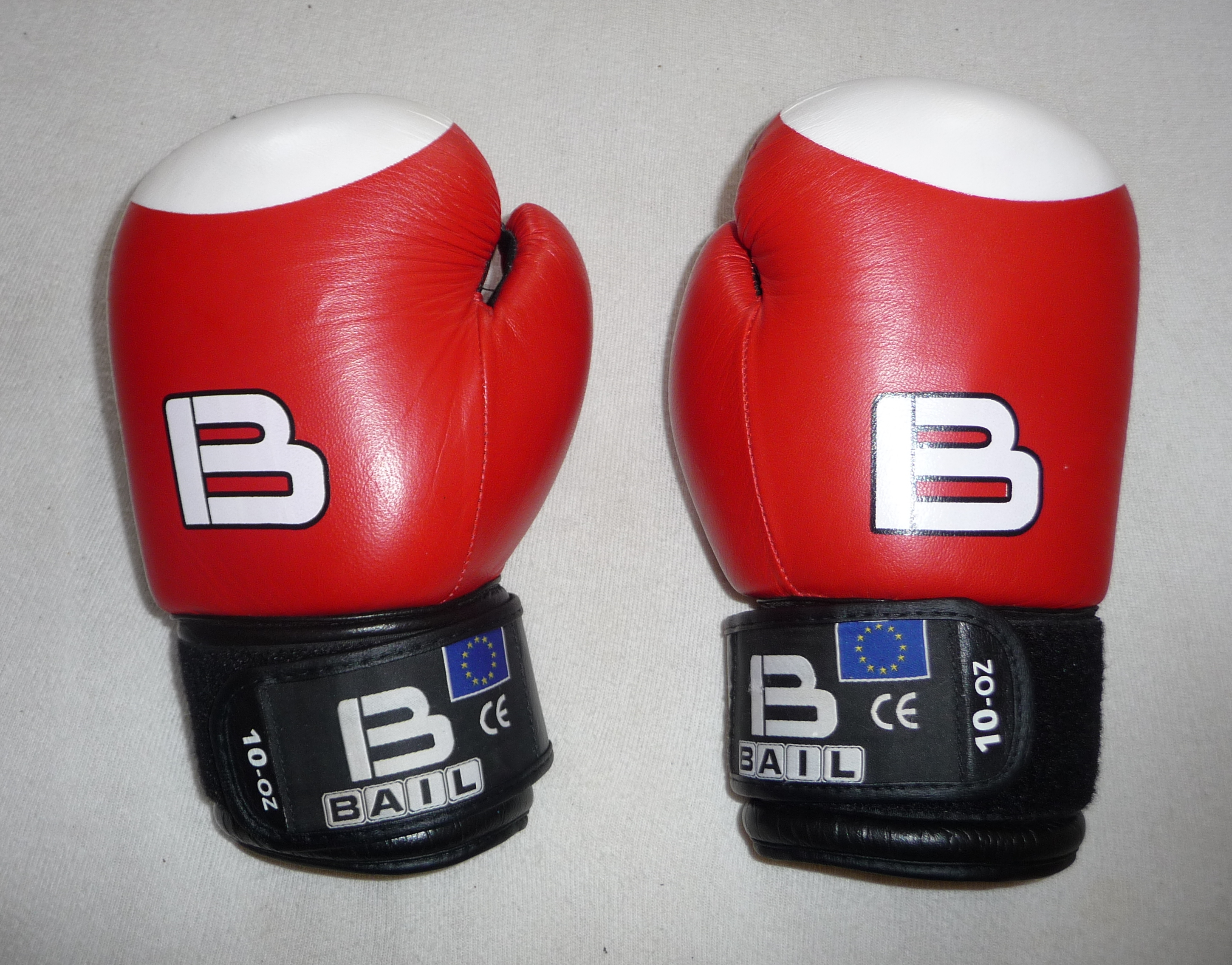
Guantes de competición.

Guantes diseñados para proteger a ambos deportistas durante las competiciones, construidos según normativa oficial. Generalmente menos acolchado que otros tipos de guantes. Suelen ser de 8 oz
10 onzas 12 onzas.
Por otro lado, los guantes que se utilizan en el boxeo amateur suelen ser azules o rojos, con una sección de color blanco que sería la "zona de puntuación". Esta zona blanca del guante sirve para que los jueces, en su caso, puedan ver, registrar los puntos y evaluar a los púgiles de una forma eficaz. Los pesos más frecuentes de los guantes en los Estados Unidos son de dieciséis, doce y ocho onzas. Muchos atletas entrenan con guantes más grandes y pesados que los que usarían en las competiciones con el fin de aumentar la capacidad de resistencia..

### Elección de guantes
Además de todo esto cabe destacar que hay unos factores que condicionan el guante de boxeo a elegir por cada púgil:
- Entrenamiento: para saco, entrenar o sparring y competición.
- Peso: nuestro peso determinará las onzas a elegir.
- Talla: los guantes de boxeo para competición y entrenamiento no tienen talla y valoraremos nuestro peso corporal para elegir. En cambio, los guantes de boxeo para saco o guantillas se miden por talla y no por su peso en onzas.
- Cubierta: distinguimos piel natural (vaca,búfalo,cabra...), piel sintética, PVC o vinilo.
- Relleno:  varias capas de gomaespuma cubiertas por gel en los mejores modelos. Incluso encontramos crin de caballo como relleno en algunos modelos.
- Cierre o sujeción: cuerda y velcro. La cuerda es genial para la competición y el velcro para los entrenamientos. Incluso existen formatos combinaciones de estos dos cierres.

## Impacto de los guantes

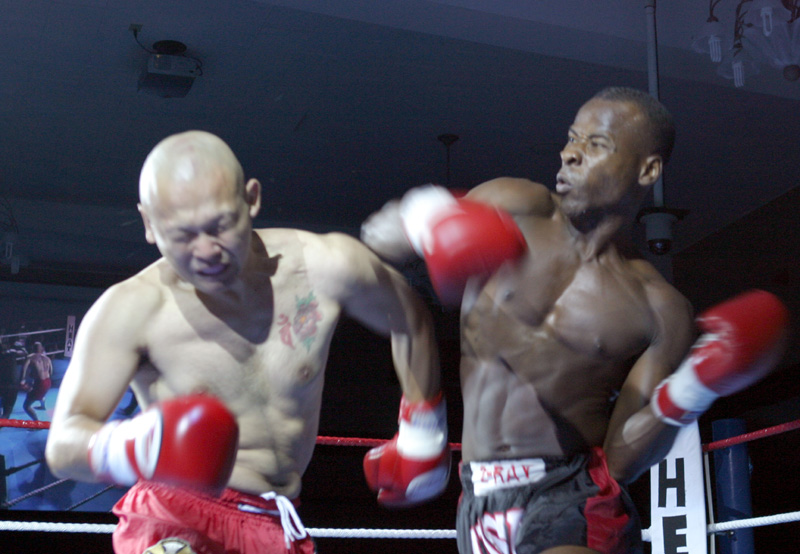
Guantes en uso durante un combate profesional de kick boxing.

El impacto de los guantes en las heridas durante un combate ha sido objeto de controversia. Muchos estudios académicos no han escatimado recursos en demostrar que los guantes causan daños más severos e irreversibles al cerebro y a los ojos que si los púgiles no los empleasen. Todo esto a pesar de que a simple vista, el impacto superficial (cortes e hinchazón) de los golpes con los guantes sea menos evidente. En parte también puede deberse a que los combates modernos tienen más asaltos, si bien de breve duración, gracias a la ayuda de los guantes, lo cual posibilita que los combates sean más extensos que antes, cuando los boxeadores golpeaban con más contundencia. También hay que tener en cuenta que antes de que los guantes fuesen introducidos como elementos reglamentarios en los combates de boxeo, los púgiles por lo general evitaban lanzar golpes a la cabeza, sobre todo por el riesgo de herir sus propios puños. Esta investigación en ocasiones no es tenida en cuenta por los promotores del boxeo, por la creencia de que el público prefiere combates más duraderos en vez de peleas más breves con un nocaut al comienzo de la contienda.

## Peso

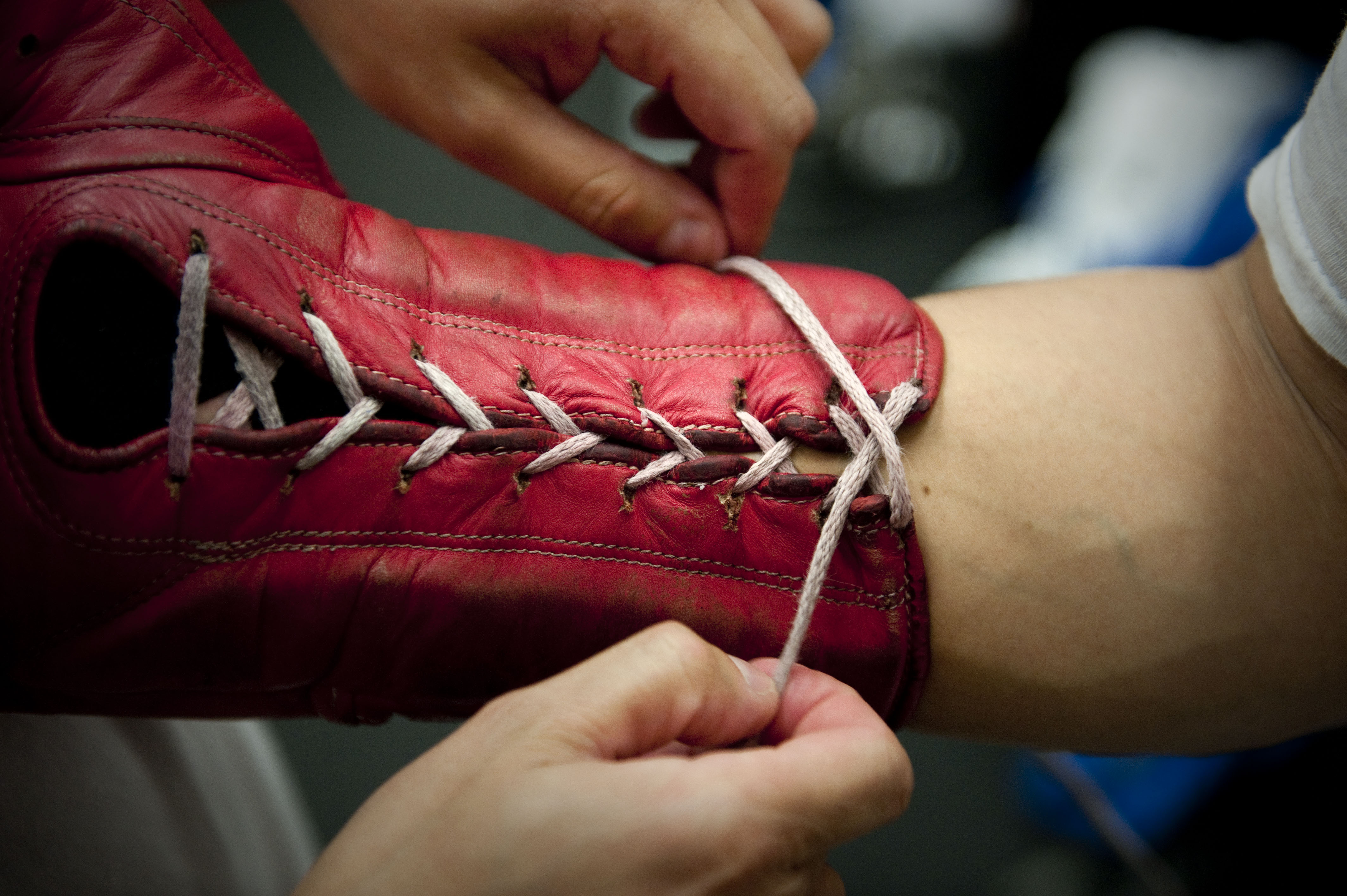
Atando el guante derecho.

La  masa de los guantes de boxeo se indica en onzas  (abreviación «oz»). 1 onza equivale aproximadamente a 28g.
Se suelen utilizar guantes de mayor peso (14 a 18 onzas) para realizar "sparrings" (simulaciones de combate). Para entrenamientos en el saco o con las manoplas del entrenador se suelen utilizar guantes más ligeros (14 onzas o menos).
| 1 oz  | 28,35 g |
| 8 oz  | 226,8 g |
| 10 oz | 283,5 g |
| 12 oz | 340,2 g |
| 14 oz | 396,9 g |
| 16 oz | 453,6 g |

## Influencia de los guantes de boxeo en otros deportes
Los guantes de MMA con dedos y palmas abiertas o los guantes de agarre, que se utilizan con frecuencia en combates de artes marciales mixtas , no son guantes de boxeo.   Similares a los guantes kempo que sostienen la muñeca, con el pulgar cerrado y los nudillos rotos, popularizados por la película Enter the Dragon de Bruce Lee de 1973 , brindan algo de acolchado a la persona que usa el guante, pero dejan los dedos y el área de la palma. abierto y disponible para complejas maniobras de lucha y agarre , como peleas de clinch , que son ilegales en el deporte del boxeo moderno.